# Sci alpino ai XXIV Giochi olimpici invernali - Discesa libera femminile
La gara di discesa libera femminile dello sci alpino dei XXIV Giochi olimpici invernali di Pechino si è svolta il 15 febbraio 2022, presso la stazione sciistica Xiaohaituo, nella Contea di Yanqing.

## Risultati
| Pos.    | N.                  | Atleta               | Nazione       | Tempo   | Distacco |
| ------- | ------------------- | -------------------- | ------------- | ------- | -------- |
| Oro     | 15                  | Corinne Suter        | Svizzera      | 1'31"87 | —        |
| Argento | 13                  | Sofia Goggia         | Italia        | 1'32"03 | +0"16    |
| Bronzo  | 11                  | Nadia Delago         | Italia        | 1'32"44 | +0"57    |
| 4       | 17                  | Kira Weidle          | Germania      | 1'32"58 | +0"71    |
| 5       | 1                   | Elena Curtoni        | Italia        | 1'32"87 | +1"00    |
| 6       | 4                   | Joana Hählen         | Svizzera      | 1'33"16 | +1"29    |
| 7       | 18                  | Cornelia Hütter      | Austria       | 1'33"35 | +1"48    |
| 8       | 8                   | Marie-Michèle Gagnon | Canada        | 1'33"45 | +1"58    |
| 8       | 9                   | Mirjam Puchner       | Austria       | 1'33"45 | +1"58    |
| 10      | 16                  | Laura Gauché         | Francia       | 1'33"47 | +1"60    |
| 11      | 10                  | Nicol Delago         | Italia        | 1'33"69 | +1"82    |
| 12      | 7                   | Ramona Siebenhofer   | Austria       | 1'33"81 | +1"94    |
| 13      | 2                   | Romane Miradoli      | Francia       | 1'33"93 | +2"06    |
| 14      | 6                   | Ragnhild Mowinckel   | Norvegia      | 1'33"97 | +2"10    |
| 15      | 3                   | Jasmine Flury        | Svizzera      | 1'34"00 | +2"13    |
| 16      | 19                  | Lara Gut-Behrami     | Svizzera      | 1'34"03 | +2"16    |
| 17      | 26                  | Keely Cashman        | Stati Uniti   | 1'34"13 | +2"26    |
| 18      | 12                  | Mikaela Shiffrin     | Stati Uniti   | 1'34"36 | +2"49    |
| 19      | 20                  | Tamara Tippler       | Austria       | 1'34"39 | +2"52    |
| 20      | 25                  | Julija Pleškova      | ROC           | 1'34"48 | +2"61    |
| 21      | 30                  | Jacqueline Wiles     | Stati Uniti   | 1'34"60 | +2"73    |
| 22      | 14                  | Ilka Štuhec          | Slovenia      | 1'34"88 | +3"01    |
| 23      | 29                  | Maruša Ferk Saioni   | Slovenia      | 1'34"99 | +3"12    |
| 24      | 31                  | Roni Remme           | Canada        | 1'35"36 | +3"49    |
| 25      | 23                  | Alice Robinson       | Nuova Zelanda | 1'35"57 | +3"70    |
| 26      | 28                  | Greta Small          | Australia     | 1'36"53 | +4"66    |
| 27      | 5                   | Ester Ledecká        | Rep. Ceca     | 1'38"18 | +6"31    |
| 28      | 33                  | Tereza Nová          | Rep. Ceca     | 1'39"38 | +7"51    |
| 29      | 35                  | Barbora Nováková     | Rep. Ceca     | 1'39"50 | +7"63    |
| 30      | 34                  | Nevena Ignjatović    | Serbia        | 1'40"73 | +8"86    |
| 31      | 36                  | Kong Fanying         | Cina          | 1'44"53 | +12"66   |
|         | 21                  | Alix Wilkinson       | Stati Uniti   | DNF     | DNF      |
| 22      | Tiffany Gauthier    | Francia              |               | DNF     | DNF      |
| 24      | Elvedina Muzaferija | Bosnia ed Erzegovina |               | DNF     | DNF      |
| 27      | Camille Cerutti     | Francia              |               | DNF     | DNF      |
| 32      | Cande Moreno        | Andorra              |               | DNF     | DNF      |